# Jan Špan
Jan Špan, (nacido el 20 de noviembre de 1992 en Ljubljana, Eslovenia) es un jugador de baloncesto esloveno. Con 1.87 de estatura, su puesto natural en la cancha es el de base. Actualmente juega en el KK Krka Novo Mesto de la 1. A SKL y es internacional por la selección de baloncesto de Eslovenia.

## Trayectoria
Es un base formado en la cantera del Union Olimpija con el que debuta durante la temporada 2010-11, en la que conseguiría la Copa de baloncesto de Eslovenia.
Más tarde, jugaría en varios equipos de la 1. A slovenska košarkarska liga como Maribor Messer, Slovan, Portorož, Šenčur y Zlatorog Laško, además de una experiencia en Estonia en las filas del BC Rakvere Tarvas.
En 2017, regresa a las filas del club de Ljubljana y durante las temporadas 2017-18 y 2018-19 formaría parte de la plantilla de Petrol Olimpija con el que se convierte en campeón en la primera temporada de la 1. A slovenska košarkarska liga en 2018.
En 2019, firma con el Crailsheim Merlins de la Basketball Bundesliga, donde promedia 8,8 puntos y 4,2 asistencias en 23 minutos de juego.
El 12 de agosto de 2020, el Delteco GBC hace oficial la incorporación del jugador para disputar la temporada 2020-21 en Liga Endesa.
El 3 de septiembre de 2021, firma por el Larisa B.C. de la A1 Ethniki.
En la temporada 2022-23, firma por el KK Krka Novo Mesto de la 1. A SKL.